# José Emilio Pacheco

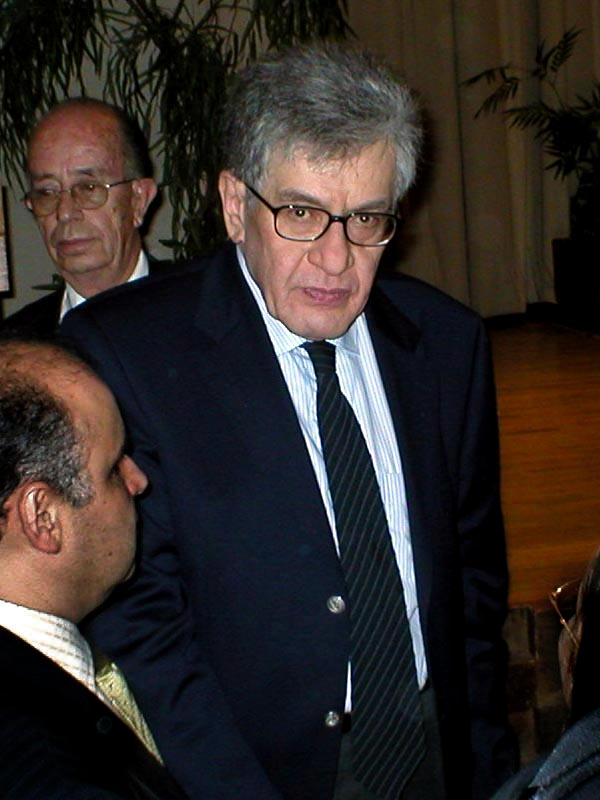
José Emilio Pacheco

José Emilio Pacheco (n. 30 iunie 1939, Mexico City - d. 6 ianuarie 2014, Mexico City) a fost un poet, romancier, nuvelist, eseist și traducător mexican. El este considerat ca fiind unul dintre cei mai importanți poeți mexicani din cea de-a doua jumătatea a secolului al XX-lea.

## Opere

### Poezie
- Los elementos de la noche
- El reposo del fuego
- La arena errante
- Siglo pasado
- No me preguntes cómo pasa el tiempo (Don't Ask Me How the Time Goes by: Poems, 1964-1968)
- El silencio de la luna
- Tarde o temprano
- La fábula del tiempo

### Romane
- El viento distante y otros relatos(1963)
- Morirás lejos (1967)
- El principio del placer (1972)
- La sangre de Medusa (1977)
- Las batallas en el desierto (1981)
- El Emperador de los Asirios